# Voodoo Lounge
Voodoo Lounge ist das 20. Studioalbum der britischen Rockband Rolling Stones aus dem Jahr 1994.

## Entstehung und Veröffentlichung
Die Erstveröffentlichung von Voodoo Lounge erfolgte am 11. Juli 1994 bei Virgin Records. Das Album erschien in seiner Originalausführung als CD mit 15 Titeln (Katalognummer: 8 39782 2) sowie als Doppel-LP mit 14 Titeln (Kat.-Nr.: 8 39782 1). 2010 wurde das Album erstmals mit allen 15 Titeln als LP (Kat.-Nr.: 0602527156910) bei Polydor wiederveröffentlicht; 2020 schließlich als Half-Speed-Mastering auf 180-g-Vinyl (Kat.-Nr.: 0602508773341).
Geschrieben und produziert wurden alle Lieder von den beiden Rolling-Stones-Mitgliedern Mick Jagger und Keith Richards. Die Produktion tätigte das Duo unter dem Pseudonym The Glimmer Twins und unter der Mitwirkung von Don Was. Die Aufnahmen fanden zwischen Juli und Dezember 1993 in Irland statt.
Es ist das erste Rolling-Stones-Album ohne den langjährigen Bassisten Bill Wyman. Bass spielte hier erstmals Darryl Jones.

## Titelliste
Alle Titel geschrieben von M. Jagger/K. Richards
1. Love Is Strong (3:48)
2. You Got Me Rocking (3.35)
3. Sparks Will Fly (3:15)
4. The Worst (2:24)
5. New Faces (2:50)
6. Moon Is Up (3:41)
7. Out of Tears (5:27)
8. I Go Wild (4:23)
9. Brand New Car (4:13)
10. Sweethearts Together (4:46)
11. Suck on the Jugular (4:26)
12. Blinded by Rainbows (4:32)
13. Baby Break it Down (4:07)
14. Thru and Thru (6:00)
15. Mean Disposition (4:09)

## Mitwirkende
- Mick Jagger
- Darryl Jones
- Keith Richards
- Charlie Watts
- Ron Wood

Weitere Musiker: Chuck Leavell (Tasteninstrumente), Frankie Gavin (Fiddle, Pennywhistle), Benmont Tench (Akkordeon, B-3-Orgel, Hammond C-3-Orgel, Piano); Luís Jardim, Lenny Castro, Phil Jones (Perkussion), David Campbell (Streicher-Arrangement), David McMurray (Saxophon), Mark Isham (Trompete), Flaco Jiménez (Knopfakkordeon), Max Baca (Bajo Sexto), Ivan Neville (B-3-Orgel, Begleitgesang), Pierre de Beauport (Akustik-Gitarre); Bernard Fowler, Bobby Womack (Begleitgesang)

## Singleauskopplungen
| Jahr | Titel              | Höchstplatzierung, Gesamtwochen, AuszeichnungChartplatzierungen (Jahr, Titel, , Platzierungen, Wochen, Auszeichnungen, Anmerkungen) | Höchstplatzierung, Gesamtwochen, AuszeichnungChartplatzierungen (Jahr, Titel, , Platzierungen, Wochen, Auszeichnungen, Anmerkungen) | Höchstplatzierung, Gesamtwochen, AuszeichnungChartplatzierungen (Jahr, Titel, , Platzierungen, Wochen, Auszeichnungen, Anmerkungen) | Höchstplatzierung, Gesamtwochen, AuszeichnungChartplatzierungen (Jahr, Titel, , Platzierungen, Wochen, Auszeichnungen, Anmerkungen) | Höchstplatzierung, Gesamtwochen, AuszeichnungChartplatzierungen (Jahr, Titel, , Platzierungen, Wochen, Auszeichnungen, Anmerkungen) | Anmerkungen                              |
| Jahr | Titel              | DE | AT | CH | UK | US | Anmerkungen                              |
| ---- | ------------------ | --- | --- | --- | --- | --- | ---------------------------------------- |
| 1994 | Love Is Strong     | DE40 (15 Wo.)DE | — | CH29 (10 Wo.)CH | UK14 (5 Wo.)UK | US91 (5 Wo.)US | Erstveröffentlichung: 1. Juli 1994       |
| 1994 | You Got Me Rocking | — | — | — | UK23 (3 Wo.)UK | — | Erstveröffentlichung: 26. September 1994 |
| 1994 | Out of Tears       | — | — | — | UK36 (5 Wo.)UK | US60 (15 Wo.)US | Erstveröffentlichung: 17. Oktober 1994   |
| 1995 | I Go Wild          | DE61 (7 Wo.)DE | — | — | UK29 (3 Wo.)UK | — | Erstveröffentlichung: 12. Mai 1995       |

## Tournee
Die Voodoo-Lounge-Tour von 1994/1995 führte die Band für 128 Konzerte nach Nord- und Südamerika, Japan, Australien, Neuseeland und Europa. Sie war die bis dato erfolgreichste Tournee der Musikgeschichte und spielte 240 Millionen Euro ein.

## Rezeption
Das Album wurde bei den Grammy Awards 1995 in der Kategorie „Bestes Rockalbum“ ausgezeichnet.

## Kommerzieller Erfolg

### Chartplatzierungen
Voodoo Lounge avancierte zum Nummer-eins-Album in Australien, Deutschland, Neuseeland, den Niederlanden, Österreich, der Schweiz und dem Vereinigten Königreich.
| ChartsChartplatzierungen       | Höchstplatzierung | Wochen |
| ------------------------------ | ----------------- | ------ |
| Deutschland (GfK)              | 1 (49 Wo.)        | 49     |
| Österreich (Ö3)                | 1 (24 Wo.)        | 24     |
| Schweiz (IFPI)                 | 1 (21 Wo.)        | 21     |
| Vereinigte Staaten (Billboard) | 2 (38 Wo.)        | 38     |
| Vereinigtes Königreich (OCC)   | 1 (34 Wo.)        | 34     |

| ChartsJahrescharts (1994) | Platzierung |
| ------------------------- | ----------- |
| Deutschland (GfK)         | 18          |
| Österreich (Ö3)           | 18          |
| Schweiz (IFPI)            | 31          |

| ChartsJahrescharts (1995) | Platzierung |
| ------------------------- | ----------- |
| Deutschland (GfK)         | 50          |

### Auszeichnungen für Musikverkäufe
Voodoo Lounge verkaufte sich Quellen zufolge weltweit über sechs Millionen Mal, davon laut Schallplattenauszeichnungen über zwei Millionen Mal in den Vereinigten Staaten. Es zählt damit zu den meistverkauften Alben der Stones.
| Land/Region                  | Auszeichnungen für Musikverkäufe (Land/Region, Auszeichnung, Verkäufe) | Verkäufe    |
| ---------------------------- | ---------------------------------------------------------------------- | ----------- |
| Argentinien (CAPIF)          | 2× Platin                                                              | 120.000     |
| Australien (ARIA)            | Gold                                                                   | 35.000      |
| Belgien (BRMA)               | Gold                                                                   | 25.000      |
| Deutschland (BVMI)           | Platin                                                                 | 500.000     |
| Europa (IFPI)                | Platin                                                                 | (1.000.000) |
| Frankreich (SNEP)            | 2× Gold                                                                | 200.000     |
| Irland (IRMA)                | Silber                                                                 | 5.000       |
| Italien (FIMI)               | Gold                                                                   | 50.000      |
| Japan (RIAJ)                 | Gold                                                                   | 172.410     |
| Kanada (MC)                  | 3× Platin                                                              | 300.000     |
| Mexiko (AMPROFON)            | Platin                                                                 | 50.000      |
| Neuseeland (RMNZ)            | Gold                                                                   | 7.500       |
| Niederlande (NVPI)           | Platin                                                                 | 100.000     |
| Norwegen (IFPI)              | Gold                                                                   | 25.000      |
| Österreich (IFPI)            | Gold                                                                   | 25.000      |
| Schweden (IFPI)              | Gold                                                                   | 50.000      |
| Schweiz (IFPI)               | Gold                                                                   | 25.000      |
| Spanien (Promusicae)         | Gold                                                                   | 50.000      |
| Vereinigte Staaten (RIAA)    | 2× Platin                                                              | 2.000.000   |
| Vereinigtes Königreich (BPI) | Gold                                                                   | 100.000     |
| Insgesamt                    | 1× Silber · 13× Gold · 11× Platin ·                                    | 3.839.910   |

Hauptartikel: The Rolling Stones/Auszeichnungen für Musikverkäufe